# WWE Money in the Bank
WWE Money in the Bank (Dinero En El Banco en español) es un evento anual de pago por visión producido por la empresa de lucha libre profesional WWE en el mes de junio. Money in the Bank fue añadido a la programación de PPVs de WWE en 2010, reemplazando a Night of Champions como el evento del mes de julio. A partir de octubre de 2021, se considera como uno de los cinco mayores eventos del año de la compañía junto con Royal Rumble, WrestleMania, SummerSlam y Survivor Series.

## Fechas y lugares
|  | Evento de SmackDown Live |

| Evento                   | Fecha                | Lugar                                    | Arena                                 | Asistencia | Evento principal | Ganador (es)                                                                             |
| ------------------------ | -------------------- | ---------------------------------------- | ------------------------------------- | ---------- | --- | ---------------------------------------------------------------------------------------- |
| Money in the Bank (2010) | 18 de julio de 2010  | Kansas City, Misuri                      | Sprint Center                         | 8.000      | Sheamus vs. John Cena                                                                                               | The Miz – (Raw) Kane – (SmackDown)                                                       |
| Money in the Bank (2011) | 17 de julio de 2011  | Rosemont, Illinois                       | Allstate Arena                        | 14.815     | John Cena vs. CM Punk                                                                                               | Alberto Del Rio – (Raw) Daniel Bryan – (SmackDown)                                       |
| Money in the Bank (2012) | 15 de julio de 2012  | Phoenix, Arizona                         | US Airways Center                     | 9.000      | John Cena vs. Kane vs. The Big Show vs. Chris Jericho vs. The Miz                                                   | John Cena – (WWE Championship) Dolph Ziggler – (World Heavyweight Championship)          |
| Money in the Bank (2013) | 14 de julio de 2013  | Filadelfia, Pensilvania                  | Wells Fargo Center                    | 15.000     | Randy Orton vs. Rob Van Dam vs. Christian vs. Daniel Bryan vs. CM Punk vs. Sheamus                                  | Randy Orton – (WWE Championship) Damien Sandow – (World Heavyweight Championship)        |
| Money in the Bank (2014) | 29 de junio de 2014  | Boston, Massachusetts                    | TD Garden                             | 15.653     | John Cena vs. Alberto Del Rio vs. Randy Orton vs. Sheamus vs. Bray Wyatt vs. Roman Reigns vs. Kane vs. Cesaro       | Seth Rollins                                                                             |
| Money in the Bank (2015) | 14 de junio de 2015  | Columbus, Ohio                           | Nationwide Arena                      | 15.277     | Seth Rollins vs. Dean Ambrose                                                                                       | Sheamus                                                                                  |
| Money in the Bank (2016) | 19 de junio de 2016  | Paradise, Nevada                         | T-Mobile Arena                        | 14.150     | Roman Reigns vs. Seth Rollins                                                                                       | Dean Ambrose                                                                             |
| Money in the Bank (2017) | 18 de junio de 2017  | San Luis, Misuri                         | Scottrade Center                      | 15.392     | Baron Corbin vs. AJ Styles vs. Shinsuke Nakamura vs. Dolph Ziggler vs. Kevin Owens vs. Sami Zayn                    | Baron Corbin – (WWE Championship) Carmella – (SmackDown Women's Championship)            |
| Money in the Bank (2018) | 17 de junio de 2018  | Rosemont, Illinois                       | Allstate Arena                        | 15.234     | Braun Strowman vs. Bobby Roode vs. Finn Bálor vs. Kevin Owens vs. Kofi Kingston vs. Rusev vs. Samoa Joe vs. The Miz | Braun Strowman – (Universal Championship) Alexa Bliss – (Raw Women's Championship)       |
| Money in the Bank (2019) | 19 de mayo de 2019   | Hartford, Connecticut                    | XL Center                             | 15.700     | Brock Lesnar vs. Ali vs. Andrade vs. Baron Corbin vs. Drew McIntyre vs. Finn Bálor vs. Randy Orton vs. Ricochet     | Brock Lesnar – (Men's Money in the Bank) Bayley – (Women's Championship)                 |
| Money in the Bank (2020) | 10 de mayo de 2020   | Orlando, Florida y Stamford, Connecticut | WWE Performance Center y Titan Towers | 0          | Otis vs. Daniel Bryan vs. Aleister Black vs. Rey Mysterio vs. King Corbin vs. AJ Styles                             | Otis – (Men's Money in the Bank) Asuka – (Women's Money in the Bank)                     |
| Money in the Bank (2021) | 18 de julio de 2021  | Fort Worth, Texas                        | Dickies Arena                         | 14.541     | Roman Reigns vs. Edge                                                                                               | Big E – (Men's Money in the Bank) Nikki A.S.H. – (Women's Money in the Bank)             |
| Money in the Bank (2022) | 2 de julio de 2022   | Paradise, Nevada                         | MGM Grand Garden Arena                | 12.706     | Theory vs. Seth Rollins vs. Omos vs. Sami Zayn vs. Drew McIntyre vs. Sheamus vs. Riddle vs. Madcap Moss             | Theory – (Men's Money in the Bank) Liv Morgan – (Women's Money in the Bank)              |
| Money in the Bank (2023) | 1 de julio de 2023   | Londres, Reino Unido                     | The O2 Arena                          | 18.885     | The Usos (Jey & Jimmy Uso) vs. The Bloodline (Roman Reigns & Solo Sikoa)                                            | Damian Priest – (Men's Money in the Bank) Iyo Sky – (Women's Money in the Bank)          |
| Money in the Bank (2024) | 6 de julio de 2024   | Toronto, Canadá                          | Scotiabank Arena                      | 19.858     | Cody Rhodes, Kevin Owens & Randy Orton vs. The Bloodline (Solo Sikoa, Jacob Fatu & Tama Tonga)                      | Drew McIntyre – (Men's Money in the Bank) Tiffany Stratton – (Women's Money in the Bank) |
| Money in the Bank (2025) | 7 de junio de 2025   | Inglewood, California                    | Intuit Dome                           | 17.069     | Cody Rhodes & Jey Uso vs. John Cena & Logan Paul                                                                    | Seth Rollins – (Men's Money in the Bank) Naomi – (Women's Money in the Bank)             |
| Money in the Bank (2026) | 29 de agosto de 2026 | Nueva Orleans, Luisiana                  | TBA                                   | TBA        | TBA | TBA                                                                                      |

## Ediciones

### 2010
Money in the Bank 2010 tuvo lugar el 18 de julio de 2010 desde el Sprint Center en Kansas City, Misuri. El tema oficial del evento fue "Money" de I Fight Dragons. La edición del año 2010 fue la primera en la historia del evento, la cual transformó el concepto de Money in the Bank que solía disputarse en WrestleMania en un evento propio. Contó con ocho combates en cartelera y un dark match, siendo Sheamus contra John Cena por el Campeonato de la WWE, Rey Mysterio versus Jack Swagger por el Campeonato Mundial Peso Pesado, y ambas luchas Money in the Bank los más destacados.

#### Resultados
En paréntesis se indica el tiempo de cada combate:
- Dark Match: Santino Marella derrotó a William Regal (7:03).[4]
  - Marella cubrió a Regal después de un «The Cobra».
- Kane derrotó a Drew McIntyre, Cody Rhodes, Dolph Ziggler, Christian, Matt Hardy, The Big Show y Kofi Kingston en un Money in the Bank Ladder Match y ganó el SmackDown Money in the Bank (26:18).[5][6]
  - Kane ganó la lucha después de descolgar el maletín.
  - Este fue el último PPV de Matt Hardy hasta su regreso en 2017.
- Alicia Fox derrotó a Eve Torres y retuvo el Campeonato de Divas (5:52).[5][7]
  - Fox cubrió a Torres después de un «Axe Kick».
- The Hart Dynasty (David Hart Smith & Tyson Kidd) (con Natalya) derrotó a The Usos (Jey Uso & Jimmy Uso) (con Tamina Snuka) y retuvieron el Campeonato Unificado en Parejas de la WWE (5:53).[5][8]
  - Hart Smith forzó a Jey a rendirse con un «Sharpshooter».
- Rey Mysterio derrotó a Jack Swagger y retuvo el Campeonato Mundial (10:43).[5][9]
  - Mysterio cubrió a Swagger después de un «West Coast Pop».
  - Después de la lucha, Swagger intentó atacar a Mysterio, pero fue ahuyentado por Kane.
- Kane derrotó a Rey Mysterio y ganó el Campeonato Mundial (0:54).[5][9]
  - Kane cubrió a Mysterio después de un «Tombstone Piledriver».
  - Kane canjeó su contrato del SmackDown Money in the Bank.
- Layla (con Michelle McCool) derrotó a Kelly Kelly (con Tiffany) y retuvo el Campeonato Femenino de la WWE (3:56).[5][10]
  - Layla cubrió a Kelly después de revertir un «Split-legged Sunset Flip» en un «Roll-up».
  - Durante la lucha, McCool interfirió a favor de Layla y Tiffany a favor de Kelly.
- The Miz derrotó a Chris Jericho, Edge, Ted DiBiase (con  Maryse), Evan Bourne, John Morrison, Randy Orton y Mark Henry en un Money in the Bank Ladder Match y ganó el Raw Money in the Bank (20:26).[5][11]
  - The Miz ganó la lucha después de descolgar el maletín.
  - Durante la lucha, Maryse intentó agarrar el maletín, pero Morrison se lo impidió.
  - Inicialmente R-Truth estaba en la lucha pero en Raw fue lesionado siendo remplazado por Henry.
- Sheamus derrotó a John Cena en un Steel Cage Match y retuvo el Campeonato de la WWE (23:00).[5][12]
  - Sheamus ganó la lucha después de escapar de la jaula después de una distracción de The Nexus.
  - Durante la lucha, Cena le aplicó un «STF» a Sheamus y este se rindió, pero el árbitro no lo vio.
  - Después de la lucha, Cena atacó a The Nexus.

### 2011
Money in the Bank 2011 tuvo lugar el 17 de julio de 2011 desde la Allstate Arena en Rosemont, Illinois. El tema oficial del evento fue "Money Money Money" de Jim Johnston. 

#### Resultados
En paréntesis se indica el tiempo de cada combate:
- Dark Match: Santino Marella & Vladimir Kozlov derrotaron a los Campeones en Parejas de la WWE The New Nexus (David Otunga & Michael McGillicutty).[13]
  - Marella cubrió a McGillicutty después de un «The Cobra».
  - El Campeonato en Parejas de la WWE de The New Nexus no estaba en juego.
- Daniel Bryan derrotó a Heath Slater, Justin Gabriel, Wade Barrett, Sheamus, Cody Rhodes, Sin Cara y Kane en un Money in the Bank Ladder Match y ganó el SmackDown Money in the Bank (24:27).[14][15]
  - Bryan ganó la lucha después de descolgar el maletín.
  - Durante la lucha, Sin Cara fue sacado en una camilla después de que Sheamus le aplicara un «Powerbomb» contra una escalera.
- Kelly Kelly (con Eve Torres) derrotó a Brie Bella (con Nikki Bella) y retuvo el Campeonato de Divas (4:54).[14][16]
  - Kelly cubrió a Brie después de un «K2».
- Mark Henry derrotó a The Big Show (6:00).[14][17]
  - Henry cubrió a Show después de un «World Strongest Slam» y dos «Big Splash».
  - Después de la lucha, Henry atacó a Show con una silla y realizó un «Corner Slingshot Splash» sobre su pierna, lesionándolo (kayfabe).
- Alberto Del Rio derrotó a Jack Swagger, The Miz, R-Truth, Alex Riley, Evan Bourne, Kofi Kingston y Rey Mysterio en un Money in the Bank Ladder Match y ganó el Raw Money in the Bank (15:54).[14][18]
  - Del Rio ganó la lucha después de descolgar el maletín.
  - Durante la lucha, The Miz tuvo que ser sacado por el equipo médico por una lesión en la rodilla, pero luego volvió.
- Christian derrotó a Randy Orton por descalificación y ganó el Campeonato Mundial Peso Pesado (12:20).[14][19]
  - Orton fue descalificado después de aplicar un «Low Blow» a Christian.
  - Después de la lucha, Orton le aplicó a Christian dos «RKO» sobre la mesa de comentaristas.
  - Si Orton era descalificado o el árbitro tomaba una decisión polémica, Christian ganaba el campeonato.
- CM Punk derrotó a John Cena y ganó el Campeonato de la WWE (33:44).[14][20]
  - Punk cubrió a Cena después de un «Go To Sleep».
  - Durante la lucha, Mr. McMahon y John Laurinaitis interfirieron a favor de Cena, pero Cena atacó a Laurinaitis para evitar emular la Traición de Montreal.
  - Después de la lucha, Alberto Del Rio llegó al ring para hacer efectivo su maletín por orden de Mr. McMahon, pero Punk lo atacó y se fue entre el público.
  - Originalmente la lucha fue cancelada debido a la mala conducta profesional de Punk, pero Mr. McMahon la restauró a pedido de Cena bajo la condición de que si éste perdía el campeonato, sería despedido.
  - Como resultado, Cena iba a ser despedido de la WWE, pero un día después en Raw, Triple H decidió mantener a Cena dentro de la empresa y en paralelo, despidió a Mr. McMahon (kayfabe).
  - Esta es la primera lucha desde 1997 en recibir las cinco estrellas por parte del periodista Dave Meltzer del Wrestling Observer Newsletter.[21]

### 2012
Money in the Bank 2012 tuvo lugar el 15 de julio de 2012 desde el US Airways Center en Phoenix, Arizona. El tema oficial del evento fue "Money Money Money" de Jim Johnston. La edición 2012 fue la tercera edición consecutiva del evento. Contó con siete combates en cartelera y una lucha en el pre-show, siendo las más destacadas CM Punk contra Daniel Bryan por el Campeonato de la WWE, Sheamus contra Alberto Del Rio por el Campeonato Mundial Peso Pesado y las luchas temáticas del evento, el Money in the Bank Ladder Match siendo las dos luchas en esta edición la World Heavyweight Championship Money in the Bank y el WWE Championship Money in the Bank, las cuales contaron con ocho y cinco luchadores respectivamente.

#### Resultados
En paréntesis se indica el tiempo de cada combate:
- Pre-Show: Los Campeones en Parejas de la WWE Kofi Kingston & R-Truth derrotaron a Hunico & Camacho (8:22).[22][23]
  - R-Truth cubrió a Camacho después de un «Lie Detector».
  - El Campeonato en Parejas de la WWE de Kingston & R-Truth no estaba en juego.
- Dolph Ziggler (con Vickie Guerrero) derrotó a Damien Sandow, Cody Rhodes, Tensai (con Sakamoto), Sin Cara, Tyson Kidd, Santino Marella y Christian en un Money in the Bank Ladder Match y ganó el World Heavyweight Championship Money in the Bank (18:29).[22][24]
  - Ziggler ganó la lucha después de descolgar el maletín.
- Sheamus derrotó a Alberto Del Rio (con Ricardo Rodríguez) y retuvo el Campeonato Mundial Peso Pesado (14:24).[22][25]
  - Sheamus cubrió a Del Río después de un «White Noise» y un «Brogue Kick».
  - Después de la lucha, Del Río y Rodríguez atacaron a Sheamus, pero Dolph Ziggler atacó a Del Río e intentó cobrar su World Heavyweight Championship Money in the Bank, pero antes de cobrarlo, Sheamus le aplicó un «Brogue Kick».
- Primo & Epico (con Rosa Mendes) derrotaron a The Prime Time Players (Titus O'Neil & Darren Young) (con A.W.) (7:31).[22][26]
  - Primo cubrió a Young con un «Inside Cradle».
- CM Punk derrotó a Daniel Bryan (con AJ Lee como árbitro especial invitada) en un No Disqualification Match y retuvo el Campeonato de la WWE (27:48).[22][27]
  - Punk cubrió a Bryan después de un «Back Suplex» desde la tercera cuerda sobre una mesa.
- Ryback derrotó a Curt Hawkins & Tyler Reks (4:22).[22][28]
  - Ryback cubrió a Reks después de un «Shell Shocked».
- Layla, Kaitlyn & Tamina Snuka derrotaron a Beth Phoenix, Natalya & Eve Torres (3:23).[22][29]
  - Layla cubrió a Phoenix después de un «Superkick» de Snuka y un «Lay-Out».
- John Cena derrotó a The Miz, Chris Jericho, The Big Show y Kane en un Money in the Bank Ladder Match y ganó el WWE Championship Money in the Bank (20:03)[22][30]
  - Cena ganó la lucha cuando el enganche se rompió después de estar golpeando con este a Show y el maletín quedó en manos suyas.
  - Originalmente, la lucha era entre Cena, Show, Jericho y Kane, pero durante el show The Miz regresó después de semanas de inactividad y se incluyó en la lucha.
  - Vickie Guerrero anunció que para esta lucha solo podían participar excampeones de la WWE, pactando ella los luchadores que estarían presentes en la misma.

### 2013
Money in the Bank 2013 tuvo lugar el 14 de julio de 2013 desde el Wells Fargo Center en Filadelfia, Pensilvania. El tema oficial del evento fue "Money Money Money" de Jim Johnston. La edición 2013 fue la cuarta edición consecutiva del evento. Contó con siete combates en cartelera y una lucha en el kick-off, siendo las más destacadas John Cena contra Mark Henry por el Campeonato de la WWE, Alberto Del Rio contra Dolph Ziggler por el Campeonato Mundial Peso Pesado y las luchas temáticas del evento, el Money in the Bank Ladder Match siendo las dos luchas en esta edición la World Heavyweight Championship Money in the Bank y el All-Stars, las cuales contaron con siete y seis luchadores respectivamente.

#### Antecedentes
Luego de retener el Campeonato de la WWE en Payback y finalizar su feudo con Ryback, John Cena sería interrumpido en Raw durante un segmento desde el ring por Mark Henry, por quien se rumoreaba su retiramiento de la lucha libre profesional. Durante la interrupción, Henry tomó la palabra para anunciar su retiramiento, siendo apoyado por Cena quien luego fue atacado de sorpresa por Henry, quien lo engañó con la excusa del retiramiento para usar su ataque y reclamar una oportunidad por el Campeonato de la WWE. Finalmente se pactó una lucha entre ambos por el campeonato de Cena para el evento Money in the Bank.
Al día siguiente de WrestleMania 29 en Raw, Dolph Ziggler haría efectivo su contrato del Money in the Bank derrotando al Campeón Mundial Peso Pesado Alberto Del Rio. En Extreme Rules, Alberto Del Rio derrotó a Jack Swagger para convertirse en el contendiente al título de Ziggler. En Payback, Del Rio consiguió derrotar a Ziggler ganando el Campeonato Mundial Peso Pesado. Finalmente se pactó una lucha entre ambos por el campeonato de Del Rio para el evento Money in the Bank.
Luego del evento Payback, Sheamus, CM Punk, Randy Orton, Daniel Bryan, Rob Van Dam y Christian fueron anunciados para competir en el Money in the Bank Ladder Match por el Money in the Bank All-Stars, dicho maletín podría ser canjeado a una lucha por el Campeonato de la WWE. Por otro lado, Cody Rhodes, Dean Ambrose, Damien Sandow, Wade Barrett, Fandango, Jack Swagger y Antonio Cesaro fueron anunciados para competir en el Money in the Bank Ladder Match por el World Heavyweight Championship Money in the Bank, dicho maletín podría ser canjeado a una lucha por el Campeonato Mundial Peso Pesado.

#### Resultados
En paréntesis se indica el tiempo de cada combate:
- Kick-Off: The Shield (Seth Rollins & Roman Reigns) derrotó a The Usos (Jey Uso & Jimmy Uso) y retuvieron el Campeonato en Parejas de la WWE (14:46).[38][39]
  - Reigns cubrió a Jey después de un «Powerbomb» de Rollins y un «Spear».
- Damien Sandow derrotó a Wade Barrett, Cody Rhodes, Dean Ambrose, Fandango (con Summer Rae), Jack Swagger (con Zeb Colter) y Antonio Cesaro (con Zeb Colter) en un Money in the Bank Ladder Match y ganó el World Heavyweight Championship Money in the Bank (16:24).[38][40]
  - Sandow ganó la lucha después de descolgar el maletín.
  - Durante la lucha, The Shield interfirió a favor de Ambrose pero fueron atacados por The Usos.
- Curtis Axel (con Paul Heyman) derrotó a The Miz y retuvo el Campeonato Intercontinental (9:19).[41]
  - Axel cubrió a The Miz después de un «Turning Heads».
  - Durante la lucha, el árbitro expulsó a Heyman.
- AJ Lee (con Big E Langston) derrotó a Kaitlyn (con Layla) y retuvo el Campeonato de Divas (7:01).[42]
  - Lee forzó a Kaitlyn a rendirse con un «Black Widow».
- Ryback derrotó a Chris Jericho (11:19).[38][43]
  - Ryback cubrió a Jericho con un «Roll-up».
- Alberto Del Rio derrotó a Dolph Ziggler por descalificación y retuvo el Campeonato Mundial Peso Pesado (14:29).[38][44]
  - Ziggler fue descalificado después de que AJ Lee golpeara a Del Río en la cabeza con el Campeonato de Divas.
- John Cena derrotó a Mark Henry y retuvo el Campeonato de la WWE (14:42).[38][45]
  - Cena forzó a Henry a rendirse con un «STF».
- Randy Orton derrotó a Sheamus, CM Punk (con Paul Heyman), Daniel Bryan, Rob Van Dam y Christian en un Money in the Bank Ladder Match y ganó el Money in the Bank All-Stars (26:38).[46]
  - Orton ganó la lucha después de descolgar el maletín.
  - Durante la lucha, Curtis Axel interfirió atacando a Bryan.
  - Durante la lucha, Heyman atacó a Punk cuando este estaba a punto de descolgar el maletín.
  - Originalmente, Kane era participante en la lucha pero fue sacado debido a una lesión (kayfabe) sufrida a manos de The Wyatt Family.

### 2014
Money in the Bank 2014 tuvo lugar el 29 de junio de 2014 desde el TD Garden en Boston, Massachusetts. El tema oficial del evento fue "Money Money Money" de Jim Johnston. La edición 2014 fue la quinta edición consecutiva del evento. Contó con ocho combates en cartelera, entre las más destacadas siendo el Ladder Match por el vacante Campeonato Mundial Peso Pesado de la WWE entre Kane, Randy Orton, John Cena, Roman Reigns, Alberto Del Rio, Sheamus, Bray Wyatt y Cesaro. La lucha entre Paige contra Naomi por el Campeonato de Divas y la lucha temática del evento siendo el Money in the Bank Ladder Match contando en esta ocasión a 6 luchadores.

#### Antecedentes
Daniel Bryan logró ganar el Campeonato Mundial Peso Pesado de la WWE al derrotar a Batista y Randy Orton en WrestleMania XXX. Luego de defender su título en Extreme Rules ante Kane, Bryan comenzaría a presentar problemas físicos debido a una acumulación de lesiones. Al no ser capaz de defender su título en el evento Money in the Bank, The Authority lo despojó del título el 9 de junio en Raw. Como el título estaba vacante, la lucha pensada para ser el Money in the Bank Ladder Match, fue cambiada para ser el Ladder Match por el título vacante que dejó Bryan. Aunque de todas formas, si se realizó el Money in the Bank Ladder Match pero con otros luchadores. Randy Orton fue anunciado como participante de este combate luego de ser anunciado por The Authority. John Cena logró sumarse a este combate luego de derrotar a Kane en una lucha de camilla. Alberto Del Rio derrotó a Dolph Ziggler para poder ser integrado, Sheamus derrotó a Wade Barrett, Bray Wyatt derrotó a Dean Ambrose y Cesaro derrotó a Rob Van Dam. Roman Reigns fue el último confirmado, quien luego de convencer a Vickie Guerrero de ser integrado a una batalla real por el último cupo de la lucha por el título vacante, lograría ganar la batalla real luego de eliminar finalmente a Rusev.
La noche siguiente de WrestleMania XXX en Raw, la Campeona Femenina de NXT Paige, decidió darle unas felicitaciones a la Campeona de Divas AJ Lee por su victoria en la noche anterior. AJ Lee no aceptó el cumplido y retó a la campeona del territorio en desarrollo a una lucha por el título máximo de la división de mujeres, el Campeonato de Divas, siendo aceptado por la campeona de NXT. Paige lograría hacerse con la victoria dejando de por medio, la luchadora a la que menos tiempo le tomó conseguir el título de Divas desde un debut en el plantel principal con tan solo un día, además de convertirse en la campeona más joven con tan solo 21 años. Luego de este suceso, Paige retuvo su título en Extreme Rules y en Payback, pero en una edición de Raw fue derrotada por Naomi en un combate no titular, pactándose una lucha por el Campeonato de Divas en Money in the Bank.
Originalmente, la lucha del Money in the Bank Ladder Match se había realizado con los ya clasificados Alberto Del Rio y Randy Orton, pero fueron promovidos para un Ladder Match debido a una lesión de Daniel Bryan quien dejó vacante el Campeonato Mundial Peso Pesado de la WWE. Se realizó un nuevo clasificatorio para un nuevo Money in the Bank Ladder Match. Se confirmaron seis luchadores para participar del combate, siendo Seth Rollins, Kofi Kingston, Jack Swagger, Dolph Ziggler, Rob Van Dam y Bad News Barrett. Sin embargo, unas semanas antes del evento, Barret se dislocó el hombro al ser arrojado contra una barricada en una lucha contra Jack Swagger, por lo que fue reemplazado por Dean Ambrose, en donde Rollins sugirió a The Authority que lo incluyeran ya que podría ser atacado por este, quien prefería tenerlo cerca en el evento.
Como consecuencias del evento, Randy Orton tuvo que recibir asistencia médica, en donde los médicos le tuvieron que colocar 11 grapas para coser su cabeza, herida que sufrió durante el combate estelar. La noche siguiente en Raw, The Authority realizó una celebración como una burla hacia John Cena por haber conseguido su décimo quinto campeonato mundial, revelando además que Cena estaría en la portada del juego de vídeo WWE 2K15. Además que en ese mismo episodio en Raw, AJ Lee retornaría para enfrentar a Paige y así conseguir su segundo reinado. También, Bad News Barrett quien no pudo competir en el evento, tuvo que ser despojado del Campeonato Intercontinental, el título quedó vacante para luego ser ganado en una batalla real por The Miz.

#### Resultados
En paréntesis se indica el tiempo de cada combate:
- The Usos (Jey Uso & Jimmy Uso) derrotaron a The Wyatt Family (Luke Harper & Erick Rowan) y retuvieron el Campeonato en Parejas de la WWE (13:13).[57][58]
  - Jey cubrió a Rowan después de un «Samoan Splash».
- Paige derrotó a Naomi (con Cameron) y retuvo el Campeonato de Divas (7:10).[57][59]
  - Paige cubrió a Naomi después de un «Ram-Paige».
- Seth Rollins derrotó a Kofi Kingston, Jack Swagger (con Zeb Colter), Dolph Ziggler, Rob Van Dam y Dean Ambrose en un Money in the Bank Ladder Match y ganó el WWE World Heavyweight Championship Money in the Bank (23:14).[57][60]
  - Rollins ganó la lucha después de descolgar el maletín.
  - Durante la lucha, Ambrose fue obligado por los árbitros a abandonar el combate por lesión, pero volvió al ring luego de unos minutos.
  - Durante la lucha, Kane interfirió atacando a Ambrose con un «Chokeslam» seguido de un «Tombstone Piledriver», ayudando a Rollins a ganar la lucha.
  - Originalmente Bad News Barrett iba a participar en la lucha, pero no pudo al lesionarse pocos días antes del evento.
- Layla derrotó a Summer Rae (con Fandango como árbitro especial invitado) (3:45).[57][61]
  - Layla cubrió a Rae después de un «Bombshell».
- Rusev (con Lana) derrotó a Big E (7:17).[57][62]
  - Rusev forzó a Big E a rendirse con un «The Accolade».
- Adam Rose derrotó a Damien Sandow (4:13).[57][63]
  - Rose cubrió a Sandow después de un «Party Foul».
  - Sandow luchó disfrazado de Paul Revere.
- Gold & Stardust derrotaron a RybAxel (Ryback & Curtis Axel) (7:45).[57][64]
  - Stardust cubrió a Axel con un «Roll-up» después de que Axel atacara accidentalmente a su compañero Ryback.
- John Cena derrotó a Kane, Randy Orton, Roman Reigns, Alberto Del Rio, Sheamus, Cesaro (con Paul Heyman) y Bray Wyatt en un Ladder Match y ganó el vacante Campeonato Mundial Peso Pesado de la WWE (26:30).[57][48]
  - Cena ganó la lucha después de descolgar los campeonatos.
  - The Authority (Triple H & Stephanie McMahon) estuvieron presentes en ringside durante todo el combate.
  - Originalmente era un Money in the Bank Ladder Match, pero debido a que Daniel Bryan no pudo competir en el evento por lesión, el Campeonato Mundial Peso Pesado de la WWE fue declarado vacante y se usó este combate para nombrar al nuevo campeón.

### 2015
Money in the Bank 2015 tuvo lugar el 14 de junio de 2015 desde el Nationwide Arena en Columbus, Ohio. El tema oficial del evento fue "Money Money Money" de Jim Johnston. Esta edición 2015 fue la sexta consecutiva del evento, además de ser el primer evento de la WWE en realizarse en la ciudad de Columbus desde Bad Blood de 2004. Contó con seis combates en cartelera y una lucha en el kick-off, siendo las más destacadas Seth Rollins contra Dean Ambrose por el Campeonato Mundial Peso Pesado de la WWE, el Campeón de los Estados Unidos John Cena versus el Campeón de NXT Kevin Owens y la lucha temática del evento, el Money in the Bank Ladder Match, la cual contó con siete luchadores.

#### Antecedentes
Luego de que Seth Rollins defendiera con éxito el Campeonato Mundial Peso Pesado de la WWE en el evento Payback ante Randy Orton, Roman Reigns y Dean Ambrose, continuó una rivalidad con el último. Se pactó una lucha entre Rollins y Ambrose por el título mundial para el evento Elimination Chamber, donde Ambrose logró la victoria por descalificación luego de que Rollins se protegiera de un ataque usando al árbitro como escudo. El final de la lucha, sin embargo, terminó por ser controversial ya que mientras el árbitro se encontraba inconsciente (kayfabe), un segundo árbitro ingresó al ring y realizó un conteo de tres favorable a Ambrose, situación que lo coronaba como nuevo campeón. Esta situación fue inmediatamente revertida por el primer árbitro, quien otorgó la victoria a Dean por descalifiación, por lo que el campeón, Seth Rollins, retuvo el campeonato. Luego de dicho combate, Rollins atacó a Dean con ayuda de Kane, Jamie Noble y Joey Mercury, aunque Roman Reigns socorrió a Ambrose, quienes luego se llevaron el título de Rollins. Las dos siguientes semanas, y con el título en Rollins en manos de Ambrose, se pactó una lucha en el evento Money in the Bank en un Ladder Match.
Tras ganar el Campeonato de los Estados Unidos en WrestleMania 31, John Cena inició lo que el mismo denominó como el desafío abierto al título de los Estados Unidos, en el que cada semana otorgaba una oportunidad por el campeonato a alguna superestrella que aceptara el reto. El 18 de mayo en Raw, el entonces Campeón de NXT Kevin Owens respondió al desafío de Cena, pero en vez de reclamar una lucha ante él, decidió atacarlo. El primer encuentro entre ambos se produjo en Elimination Chamber, en donde Owens, quien debutaba en WWE, derrotó a Cena. Tras el impacto de la derrota de Cena, se pactó una revancha para el evento Money in the Bank en una lucha no titular.
Luego del evento Elimination Chamber la noche siguiente el 1 de junio en Raw, se dieron a conocer los participantes del Money in the Bank Ladder Match, siendo Neville, Roman Reigns, Randy Orton, Kofi Kingston, Kane, Sheamus y Dolph Ziggler, aunque la intromisión de Reigns en el ángulo entre Ambrose y Rollins le costó la permanencia en el combate, ya que The Authority puso en juego su estancia en el combate de no vencer a King Barrett, logrando derrotarlo aunque luego tuvo que luchar ante Mark Henry a quien derrotó, y por último a Bray Wyatt a quien derrotó a pesar de la interferencia de The Authority.

#### Resultados
En paréntesis se indica el tiempo de cada combate:
- Kick-Off: R-Truth derrotó a King Barrett (5:41).[71][72]
  - R-Truth cubrió a Barrett con un «Crucifix Pin».
- Sheamus derrotó a Neville, Roman Reigns, Randy Orton, Kofi Kingston, Kane y Dolph Ziggler (con Lana) en un Money in the Bank Ladder Match y ganó el WWE World Heavyweight Championship Money in the Bank (20:50).[73][74]
  - Sheamus ganó la lucha después de descolgar el maletín.
  - Durante la lucha, Big E & Xavier Woods interfirieron a favor de Kingston.
  - Durante la lucha, Bray Wyatt atacó a Reigns, impidiéndole llegar al maletín.
- Nikki Bella derrotó a Paige y retuvo el Campeonato de Divas (11:18).[73][75]
  - Nikki cubrió a Paige después de un «Rack Attack».
  - Durante la lucha, Brie Bella interfirió a favor de Nikki.
  - Originalmente, Paige ganó la lucha al cubrir a Brie con un «Small Package» después de que Nikki & Brie realizaron un «Twin Magic». Sin embargo, el árbitro se percató del cambio y reanudó la lucha.
- The Big Show derrotó al Campeón Intercontinental Ryback por descalificación (5:28).[73][76]
  - Ryback fue descalificado después de que The Miz atacara a Show.
  - Como consecuencia, Ryback retuvo el campeonato.
  - Después de la lucha, The Miz atacó a Show y Ryback con un micrófono.
- El Campeón de los Estados Unidos John Cena derrotó al Campeón de NXT Kevin Owens (19:15).[73][77]
  - Cena cubrió a Owens después de un «Attitude Adjustment».
  - Después de la lucha, Owens le aplicó un «Pop-up Powerbomb» a Cena sobre el borde del ring.
  - Ninguno de los dos campeonatos estuvo en juego.
- The Prime Time Players (Titus O'Neil & Darren Young) derrotaron a The New Day (Big E & Xavier Woods) y ganaron el Campeonato en Parejas de la WWE (5:48).[73][78]
  - O'Neil cubrió a Woods después de un «Million Dollar Slam».
- Seth Rollins derrotó a Dean Ambrose en un Ladder Match y retuvo el Campeonato Mundial Peso Pesado de la WWE (35:40).[73][79]
  - Ambrose y Rollins cayeron junto con el título desde las escaleras, al mismo tiempo, sin embargo, Rollins fue quien sostuvo el título luego de caer.
  - Después de la lucha, Triple H celebró junto con Rollins.

### 2016
Money in the Bank 2016 tuvo lugar el 19 de junio de 2016 desde el T-Mobile Arena en Paradise, Nevada. El tema oficial del evento fue "Money Money Money" de Jim Johnston. La edición 2016 fue la séptima edición consecutiva del evento y tuvo lugar por primera vez en la ciudad de Las Vegas (en su suburbio de Paradise) y en el estado de Nevada. El evento contó con ocho combates en cartelera y dos en el kickoff, siendo Roman Reigns contra Seth Rollins por el Campeonato Mundial Peso Pesado de la WWE, John Cena versus AJ Styles, y la lucha temática Money in the Bank Ladder Match entre las más destacadas.

#### Antecedentes
Camino a Survivor Series 2015, el entonces Campeón Mundial Peso Pesado Seth Rollins sufrió una lesión en la rodilla que lo obligó a dejar el campeonato vacante y someterse a una operación para superarla. Para coronar a un nuevo campeón, se realizó un torneo que culminó en aquel evento, donde Roman Reigns derrotó en la final a Dean Ambrose. Desde entonces, Roman ha estado envuelto en una serie de rivalidades en torno al campeonato máximo, culminando en WrestleMania 32 donde derrotó a Triple H y ganó el campeonato por tercera vez. En Extreme Rules 2016, después de que Reigns derrotó a AJ Styles y retuviera su campeonato, Seth Rollins hizo su retorno tras su lesión y aplicó un «Pedigree» al campeón. El día siguiente, en la edición de 23 de mayo de Raw, Shane McMahon hizo oficial el combate entre Reigns y Rollins por el campeonato.
Luego de perder su oportunidad de convertirse en Campeón Mundial Peso Pesado de la WWE ante el campeón Roman Reigns en los eventos Payback y Extreme Rules, AJ Styles quedaría desplazado de la búsqueda por el título mundial. Por otra parte, John Cena volvería al ring luego de una lesión que lo mantuvo alejado de actividad por cinco meses. El 30 de mayo en Raw, Cena haría finalmente su retorno al ring, el cual incluyó a Styles quien le interrumpió para recibirle. Luke Gallows y Karl Anderson interrumpieron para negarse a recibir a Cena e intentaron atacar a ambos, pero Styles de un momento a otro atacó a traición a Cena cambiando a heel, quien junto a Gallows y Anderson atacaron a Cena. Luego de continuar su rivalidad, finalmente se pactó una lucha entre Styles contra Cena en el evento Money in the Bank.

#### Resultados
En paréntesis se indica el tiempo de cada combate:
- Kick-Off: The Golden Truth (Goldust & R-Truth) derrotaron a Breezango (Tyler Breeze & Fandango) (5:06).[85][86]
  - Goldust cubrió a Fandango después de un «Final Cut».
- Kick-Off: The Lucha Dragons (Kalisto & Sin Cara) derrotaron a The Dudley Boyz (Bubba Ray & D-Von).[87] (8:48)[85]
  - Sin Cara cubrió a Bubba Ray después de un «Dragon Bomb».
- The New Day (Big E & Kofi Kingston) (con Xavier Woods) derrotaron a Enzo Amore & Big Cass, The Club (Karl Anderson & Luke Gallows) y a The Vaudevillains (Aiden English &  Simon Gotch) y retuvieron el Campeonato en Parejas de la WWE (11:43).[88][85]
  - Big E cubrió a English después de un «Magic Killer» de The Club.
- Charlotte & Dana Brooke derrotaron a Natalya & Becky Lynch (7:00).[89][85]
  - Charlotte cubrió a Natalya después de un «Natural Selection».
  - Después de la lucha, Natalya atacó a Lynch.
- Apollo Crews derrotó a Sheamus (8:36).[90][85]
  - Crews cubrió a Sheamus con un «Roll-up».
- Baron Corbin derrotó a Dolph Ziggler (12:23).[91][85]
  - Corbin cubrió a Ziggler después de un «End of Days».
- AJ Styles derrotó a John Cena (24:10).[92][85]
  - Styles cubrió a Cena después de un «Magic Killer» de The Club.
  - Durante la contienda The Club (Luke Gallows y Karl Anderson) interfirieron a favor de Styles.
- Dean Ambrose derrotó a Sami Zayn, Cesaro, Chris Jericho, Kevin Owens y Alberto Del Rio en un Money in the Bank Ladder Match y ganó el WWE World Heavyweight Championship Money in the Bank (21:38).[93][85]
  - Ambrose ganó la lucha después de descolgar el maletín.
- Rusev (con Lana) derrotó a Titus O'Neil y retuvo el Campeonato de los Estados Unidos (8:30).[94][85]
  - Rusev forzó a O'Neil a rendirse con un «The Accolade».
- Seth Rollins derrotó a Roman Reigns y ganó el Campeonato Mundial Peso Pesado de la WWE (26:00).[95][85]
  - Rollins cubrió a Reigns después de un «Pedigree».
  - Después de la lucha, Dean Ambrose atacó a Rollins con el maletín de Money in the Bank.
- Dean Ambrose derrotó a Seth Rollins y ganó el Campeonato Mundial Peso Pesado de la WWE (0:09).[95][85]
  - Ambrose cubrió a Rollins después de un «Dirty Deeds».
  - Ambrose canjeó su contrato de Money in the Bank.

### 2017
Money in the Bank 2017 tuvo lugar el 18 de junio de 2017 desde el Scottrade Center en San Luis, Misuri. El tema oficial del evento fue "Money Money Money" de Jim Johnston.

#### Antecedentes
En Backlash, Jinder Mahal derrotó a Randy Orton para ganar su primer Campeonato de la WWE con la ayuda de The Singh Brothers (Samir y Sunil Singh). En el siguiente episodio de SmackDown Live, el comisionado Shane McMahon anunció que Orton invocó su revancha por el título para Money in the Bank.
En el episodio del 23 de mayo de SmackDown Live, el comisionado Shane McMahon presentó a AJ Styles, Shinsuke Nakamura, Dolph Ziggler, Sami Zayn y Baron Corbin como los participantes del Money in the Bank Ladder match de 2017. El Campeón de los Estados Unidos Kevin Owens argumentó que merecía estar en el combate ya que retuvo su título contra Styles en Backlash. Shane estuvo de acuerdo y agregó a Owens al combate.
En Backlash, Natalya, Carmella y Tamina derrotó al equipo de Charlotte Flair, Becky Lynch y la Campeona Femenina de SmackDown Naomi en un combate por equipos de seis mujeres. En el siguiente episodio de SmackDown Live, Natalya le exigió al comisionado Shane McMahon un combate por el Campeonato Femenino de SmackDown, seguida por Carmella, Flair, Tamina y Lynch, quienes también exigieron oportunidades por el título. Un Fatal Five-Way Elimination match fue programado para la semana siguiente para decidir quién enfrentaría a Naomi en Money in the Bank, pero el combate finalizó antes de que pudiera comenzar cuando las cinco se atacaron antes del combate. Luego, Shane programó el primer Money in the Bank Ladder match femenino entre las cinco, con la ganadora recibiendo un contrato para un combate por el Campeonato Femenino de SmackDown.

#### Resultados
En paréntesis se indica el tiempo de cada combate:
- Kick-Off: The Hype Bros (Zack Ryder & Mojo Rawley) derrotaron a The Colons (Primo & Epico). (8:25)[99]
  - Ryder cubrió a Primo después de un «Hype Ryder».
- Carmella (con James Ellsworth) derrotó a Natalya, Charlotte Flair, Becky Lynch y Tamina en un Money in the Bank Ladder Match y ganó el SmackDown Women's Championship Money in the Bank. (13:18)
  - Carmella ganó la lucha después de que Ellsworth descolgara el maletín y se lo diera.
  - Esta fue la primera lucha de Money in the Bank femenina.
  - Dos días después, el Gerente General de SmackDown Live Daniel Bryan decidió despojar a Carmella del maletín, debido al final controversial, y llevó a cabo una nueva Money in the Bank Ladder Match en el episodio de 27 de junio de SmackDown Live, el cual ganó nuevamente Carmella.
- The New Day (Big E & Kofi Kingston) (con Xavier Woods) derrotaron a los Campeones en Parejas de SmackDown The Usos (Jey Uso & Jimmy Uso) por cuenta fuera. (12:16)[100]
  - The New Day ganó luego de que The Usos se negaran a volver al ring antes de la cuenta de diez.
  - Como resultado, The Usos retuvieron los campeonatos.
- Naomi derrotó a Lana y retuvo el Campeonato Femenino de SmackDown. (7:26)[101]
  - Naomi forzó a Lana a rendirse con un «Slay-O-Mission».
  - Durante la lucha, Carmella & James Ellsworth interfirieron distrayendo a Lana, amenazando con canjear el maletín de Money in the Bank femenino.
- Jinder Mahal (con The Singh Brothers) derrotó a Randy Orton y retuvo el Campeonato de la WWE. (20:58)[102]
  - Mahal cubrió a Orton después de un «Khallas».
  - Durante la lucha, The Singh Brothers interfirieron a favor de Mahal.
- Breezango (Tyler Breeze & Fandango) derrotaron a The Ascension (Konnor & Viktor). (3:50)
  - Fandango cubrió a Viktor con un «Roll-up».
- Baron Corbin derrotó a Shinsuke Nakamura, AJ Styles, Kevin Owens, Sami Zayn y Dolph Ziggler en un Money in the Bank Ladder Match y ganó el WWE Championship Money in the Bank. (29:50)[103]
  - Corbin ganó la lucha después de descolgar el maletín.
  - Antes de la lucha, Nakamura fue sacado del combate después de un ataque de Corbin mientras realizaba su entrada, pero volvió luego de unos minutos.

### 2018
Money in the Bank 2018 tuvo lugar el 17 de junio de 2018 desde el Allstate Arena en Rosemont, Illinois. El tema oficial del evento fue "Money Money Money" de Jim Johnston. En esta edición del evento, los luchadores masculinos compitieron por un contrato para luchar por el Campeonato de la WWE o por el Campeonato Universal de la WWE, mientras que las luchadoras femeninas compitieron por un contrato para luchar por el Campeonato Femenino de Raw o por el Campeonato Femenino de SmackDown.

#### Antecedentes
Los combates de clasificación para el Money in the Bank Ladder match masculino comenzaron el 7 de mayo en Raw. Braun Strowman derrotó a Kevin Owens para clasificarse, mientras que Finn Bálor se clasificó al derrotar a Roman Reigns y Sami Zayn en un Triple Threat match, luego de que Jinder Mahal atacara a Reigns. La noche siguiente en SmackDown Live, The Miz y Rusev clasificaron para la lucha al derrotar a Jeff Hardy y Daniel Bryan, respectivamente. Los siguientes Triple Threat matches en Raw obtuvieron otros dos participantes: Bobby Roode derrotó a Baron Corbin y No Way Jose, mientras que Owens (sustituyendo a Mahal, que había sido lesionado por Reigns) derrotó a Bobby Lashley y Elias después de que Zayn atacó a Lashley. En el episodio del 15 de mayo de SmackDown Live, The New Day ganaron un combate por equipos, permitiendo que un miembro de The New Day califique. El siguiente SmackDown Live, Samoa Joe estaba programado para enfrentar a Big Cass para determinar el participante final de SmackDown Live, pero debido a una lesión (kayfabe), Cass no pudo competir. El nuevo oponente de Joe se determinó en un combate entre Hardy y Bryan, que Bryan ganó. Sin embargo, Cass fue autorizado para competir en el siguiente episodio, convirtiendo el combate de clasificación en un Triple Threat match, que Joe ganó.
Los combates de clasificación para el Money in the Bank Ladder match femenino también comenzaron en el episodio del 7 de mayo de Raw, con Ember Moon derrotando a Sasha Banks y Ruby Riott en un Triple Threat match para clasificar. La noche siguiente en SmackDown Live, Charlotte Flair clasificó al derrotar a Peyton Royce. En el siguiente Raw, Alexa Bliss derrotó a Bayley y Mickie James en un Triple Threat match para clasificar. En el episodio del 15 de mayo de SmackDown Live, Becky Lynch derrotó a Mandy Rose y Sonya Deville en un Triple Threat match para clasificar. En el siguiente episodio de Raw, Natalya derrotó a Sarah Logan, Liv Morgan y Dana Brooke en un Fatal 4-Way match para clasificar. La noche siguiente en SmackDown Live, Lana y Naomi clasificaron al derrotar a Billie Kay y Deville, respectivamente. El combate de clasificación final se produjo en el episodio del 28 de mayo de Raw, donde Banks derrotó a Bayley, Brooke, James, Logan, Morgan y Riott en un Gauntlet match de siete mujeres para ganar el último puesto.
En WrestleMania 34, AJ Styles derrotó a Shinsuke Nakamura para retener el Campeonato de la WWE. Después del partido, Nakamura golpeó a Styles con un golpe bajo, volviéndose heel en el proceso. Los dos volvieron a enfrentarse en Greatest Royal Rumble y en Backlash, con ambos combates terminando en empates. El comisionado de SmackDown Live Shane McMahon programó un cuarto combate para Money in the Bank y prometió que en esta ocasión habría un ganador decisivo. En el episodio del 15 de mayo de SmackDown Live, Nakamura se ganó el derecho de elegir la estipulación del combate al derrotar a Styles. La semana siguiente, Nakamura eligió un Last Man Standing match después de dejar a Styles tendido en el suelo con un Kinshasa.

#### Resultados
En paréntesis se indica el tiempo de cada combate:
- Kick-Off: The Bludgeon Brothers (Harper & Rowan) derrotaron a Luke Gallows & Karl Anderson y retuvieron el Campeonato en Parejas de SmackDown (7:00).[116][117]
  - Harper cubrió a Gallows después de un «The Bludgeoning».
- Daniel Bryan derrotó a Big Cass (16:20).[118][119]
  - Bryan forzó a Cass a rendirse con un «Heel Hook».
  - Está fue la última lucha y aparición de Cass dentro de la WWE.
- Bobby Lashley derrotó a Sami Zayn (6:35).[118][120]
  - Lashley cubrió a Zayn después de dos «Dominator» y tres «Vertical Suplex».
- Seth Rollins derrotó a Elias y retuvo el Campeonato Intercontinental (17:00).[118][121]
  - Rollins cubrió a Elias con un «Roll-up».
- Alexa Bliss derrotó a Ember Moon, Charlotte Flair, Becky Lynch, Natalya, Lana, Naomi y Sasha Banks en un Money in the Bank Ladder Match y ganó el Women's Money in the Bank (18:30).[118][122]
  - Bliss ganó la lucha después de descolgar el maletín.
- Roman Reigns derrotó a Jinder Mahal (con Sunil Singh) (15:40).[118][123]
  - Reigns cubrió a Mahal después de un «Spear».
  - Durante la lucha, Sunil interfirió a favor de Mahal.
- Carmella derrotó a Asuka y retuvo el Campeonato Femenino de SmackDown (11:10).[118][124]
  - Carmella cubrió a Asuka después de un «Princess Kick».
  - Durante la lucha, James Ellsworth hizo su regreso distrayendo a Asuka.
- AJ Styles derrotó a Shinsuke Nakamura en un Last Man Standing Match y retuvo el Campeonato de la WWE (31:15).[118][125]
  - Styles ganó la lucha después de que Nakamura no reaccionara a la cuenta de 10 después de un «Phenomenal Forearm» sobre la mesa de los comentaristas.
- Ronda Rousey derrotó a la Campeona Femenina de Raw Nia Jax por descalificación (11:05).[118][126]
  - Jax fue descalificada después de que Alexa Bliss atacara a Rousey.
  - Después de la lucha, Bliss siguió atacando a Rousey y Jax.
- Alexa Bliss derrotó a Nia Jax y ganó el Campeonato Femenino de Raw (0:35).[118][126]
  - Bliss cubrió a Jax después de un «Bliss DDT» y un «Twisted Bliss».
  - Bliss canjeó su contrato de Women's Money in the Bank.
- Braun Strowman derrotó a Finn Bálor, The Miz, Rusev, Bobby Roode, Kevin Owens, Samoa Joe y Kofi Kingston en un Money in the Bank Ladder Match y ganó el Men's Money in the Bank (20:00).[118][127]
  - Strowman ganó la lucha después de descolgar el maletín.

### 2019
Money in the Bank 2019 tuvo lugar el 19 de mayo de 2019 desde el XL Center en Hartford, Connecticut. El tema oficial del evento fue "Gotta Get That" de DJDTP.

#### Antecedentes
En WrestleMania 35, Becky Lynch derrotó a Ronda Rousey y Charlotte Flair en un Winner Takes All Triple Threat match para ganar el Campeonato Femenino de Raw y el Campeonato Femenido de SmackDown. Lynch luego fue doblemente reservada para defender ambos campeonatos en Money in the Bank. Para el Campeonato Femenino de Raw, la transferencia de NXT al plantel principal Lacey Evans atacó a la doble campeona tanto en el Raw como en el SmackDown después de WrestleMania. Evans fue posteriormente enviada a Raw durante el Superstar Shake-up y derrotó a Natalya para ganar un combate por el Campeonato Femenino de Raw en Money in the Bank. Para el Campeonato Femenino de SmackDown, la excampeona Charlotte Flair se mostró en desacuerdo con el hecho de que perdió su título a pesar de no haber sido cubierta en WrestleMania. Lynch exclamó que no le daría a Flair una revancha libremente y exigió nuevas rivales. Entre las retadoras nombradas estaba la nueva transferencia de SmackDown, Bayley. Flair luego derrotó a Bayley para ganar un combate por el Campeonato Femenino de SmackDown en Money in the Bank.
En WrestleMania 35, Seth Rollins derrotó a Brock Lesnar para ganar el Campeonato Universal de la WWE. En el episodio del 22 de abril de Raw, el jefe de operaciones Triple H programó dos Triple Threat match con los ganadores enfrentándose entre sí para determinar al próximo contendiente contra Rollins por el campeonato. AJ Styles derrotó a Rey Mysterio y Samoa Joe en el primer Triple Threat match, mientras que Baron Corbin derrotó a Drew McIntyre y The Miz en el segundo. Luego, Styles derrotó a Corbin para ganar un combate por el Campeonato Universal de la WWE contra Rollins en Money in the Bank. Mientras tanto, en WrestleMania 35, Kofi Kingston derrotó a Daniel Bryan para ganar el Campeonato de la WWE. En el episodio del 16 de abril de SmackDown, Kingston y su compañero de The New Day Xavier Woods fueron invitados por Kevin Owens, quien felicitó a Kingston por su victoria. Con el otro miembro de The New Day Big E estando lesionado, Owens quería unirse a The New Day como su tercer miembro. Kingston y Woods aceptaron a Owens, a quien llamaron «Big O», como miembro honorario y los tres ganaron un combate en equipos esa noche. La semana siguiente, Kingston tuvo un combate con Shinsuke Nakamura que terminó en descalificación después de que Rusev lo atacó, lo que desató una pelea en la que también participaron Woods y Owens. Owens entonces traicionó a Kingston y lo atacó a él y a Woods, proclamando que quería el Campeonato de la WWE. Kingston luego desafió a Owens a un combate en Money in the Bank con su título en juego y Owens aceptó.
En el episodio del 29 de abril de Raw, Alexa Bliss reveló a los cuatro participantes de Raw para el Money in the Bank ladder match masculino: Braun Strowman, el nuevo miembro de Raw Ricochet, Drew McIntyre y Baron Corbin; en SmackDown la noche siguiente, los cuatro participantes de SmackDown fueron revelados: Ali, el nuevo miembro de SmackDown Finn Bálor, Andrade y Randy Orton. En el episodio del 13 de mayo de 2019 de Raw, sin embargo, Sami Zayn derrotó a Strowman en un Falls Count Anywhere match después de la interferencia de Corbin y McIntyre para tomar el lugar de Strowman. Bliss también reveló a las cuatro participantes de Raw en el Money in the Bank ladder match femenino en el episodio del 29 de abril de Raw: Natalya, Dana Brooke, la nueva miembro de Raw Naomi y Bliss misma, mientras que las cuatro participantes de SmackDown fueron reveladas en el episodio de SmackDown de la noche siguiente: Bayley, Mandy Rose, la nueva miembro de SmackDown Ember Moon y Carmella. En el episodio del 13 de mayo de Raw, Bliss, que había perdido su equipaje, fue reemplazada por la nueva transferencia Nikki Cross en un combate entre las cuatro participantes de Raw, que Cross ganó. Luego se anunció que Cross reemplazaría a Bliss en el Money in the Bank ladder match femenino, ya que Bliss no tenía autorización médica para competir.

#### Resultados
En paréntesis se indica el tiempo de cada combate:
- Kick-Off: The Usos (Jey Uso & Jimmy Uso) derrotaron a los Campeones en Parejas de SmackDown Daniel Bryan & Rowan (11:10).[140][141]
  - Jimmy cubrió a Bryan después de un «Double Uso Splash».
  - Los Campeonatos en Parejas de SmackDown de Bryan & Rowan no estuvieron en juego.
- Bayley derrotó a Natalya, Naomi, Ember Moon, Nikki Cross, Mandy Rose (con Sonya Deville), Carmella y Dana Brooke en un Money in the Bank Ladder Match y ganó el Women's Money in the Bank (13:50).[142][143]
  - Bayley ganó la lucha después de descolgar el maletín.
  - Durante el combate, Carmella abandonó el ring debido a que se lastimó el tobillo, pero volvió minutos más tarde al combate.
  - Durante el combate, Deville interfirió a favor de Rose.
  - Originalmente, Alexa Bliss iba a participar de la lucha, pero fue reemplazada por Cross debido a una lesión.
- Rey Mysterio derrotó a Samoa Joe y ganó el Campeonato de los Estados Unidos (1:40).[142][144]
  - Mysterio cubrió a Joe después de un «Hurricanrana Pin».
  - Después de la lucha, Joe atacó a Mysterio.
- Shane McMahon derrotó a The Miz en un Steel Cage Match (13:10).[142][145]
  - Shane ganó la lucha después de escapar involuntariamente de la jaula.
- Tony Nese derrotó a  Ariya Daivari y retuvo el Campeonato Peso Crucero de la WWE (9:25).[142][146]
  - Nese cubrió a Daivari después de un «Running Knee Strike».
- Becky Lynch derrotó a Lacey Evans y retuvo el Campeonato Femenino de Raw (8:40).[142][147]
  - Lynch forzó a Evans a rendirse con un «Dis-Arm-Her».
  - El Campeonato Femenino de SmackDown de Lynch no estuvo en juego.
- Charlotte Flair derrotó a Becky Lynch y ganó el Campeonato Femenino de SmackDown (6:15).[142][148]
  - Flair cubrió a Lynch después de un «Big Boot».
  - Durante el combate, Lacey Evans interfirió atacando a Lynch.
  - Después de la lucha, Lynch atacó a Evans, pero terminó siendo atacada por Flair y Evans, hasta que fueron detenidas por Bayley.
  - El Campeonato Femenino de Raw de Lynch no estuvo en juego.
- Bayley derrotó a Charlotte Flair y ganó el Campeonato Femenino de SmackDown (0:20).[142][148]
  - Bayley cubrió a Flair después de un «Diving Elbow Drop».
  - Bayley canjeó su contrato de Women's Money in the Bank.
- Roman Reigns derrotó a Elias (0:10).[142][149]
  - Reigns cubrió a Elias después de un «Spear».
  - Antes de la lucha, Elias atacó a Reigns.
- Seth Rollins derrotó a AJ Styles y retuvo el Campeonato Universal de la WWE (19:45).[142][150]
  - Rollins cubrió a Styles después de un «Curb Stomp».
  - Después de la lucha, Rollins y Styles se dieron la mano en señal de respeto.
- Kofi Kingston derrotó a Kevin Owens y retuvo el Campeonato de la WWE (14:10).[142][151]
  - Kingston cubrió a Owens después de un «Trouble in Paradise».
  - Después de la lucha, Xavier Woods salió a celebrar con Kingston.
- Brock Lesnar (con Paul Heyman) derrotó a Ricochet, Drew McIntyre, Baron Corbin, Ali, Finn Bálor, Andrade y Randy Orton en un Money in the Bank Ladder Match y ganó el Men's Money in the Bank (19:00).[142][152]
  - Lesnar ganó la lucha después de descolgar el maletín.
  - Originalmente, Braun Strowman iba a participar de la lucha, pero fue reemplazado por Sami Zayn después de que este lo derrotara el 13 de mayo en Raw.
  - Antes de la lucha, Zayn fue atacado tras bastidores y Lesnar tomó su lugar.

### 2020
Money in the Bank 2020 tuvo lugar el 10 de mayo de 2020 desde el WWE Performance Center en Orlando, Florida, y el WWE Global Headquarters en Stamford, Connecticut. Los temas oficial del evento fueron "Money in the Bank" de Jim Johnston y "Gotta Get That" de DJDTP.
El evento originalmente estaba programado para llevarse a cabo en el Royal Farms Arena en Baltimore, Maryland, pero el lugar canceló todos los espectáculos debido a la pandemia de COVID-19. WWE ha anunciado cambios en los planes para el evento y ahora se llevará a cabo en los cuarteles generales de WWE en Stamford, Connecticut.

#### Antecedentes
Las partidas clasificatorias para la escalera femenina de Money in the Bank, comenzaron en el episodio del 13 de abril en Raw. Asuka, Shayna Baszler y Nia Jax se clasificaron para la lucha femenina, al derrotar a Ruby Riott, Sarah Logan y Kairi Sane, respectivamente. El 17 de abril en SmackDown, Dana Brooke derrotó a Naomi para ganar un lugar en una lucha femenina, mientras que Daniel Bryan derrotó a Cesaro para ganar un lugar por la lucha masculina. El 20 de abril en Raw, Aleister Black, Rey Mysterio y Apollo Crews clasificaron para la lucha, derrotando a Austin Theory, Murphy y MVP respectivamente. El 24 de abril en SmackDown, Lacey Evans y Carmella clasificaron al vencer a Sasha Banks y Mandy Rose mientras que King Corbin confirmó su participación al derrotar a Drew Gulak. El 27 de abril en Raw, Apollo se lesionó después de haberse enfrentado a Andrade por el Campeonato de los Estados Unidos por lo que se anunció un Gaulent Match para sustituirlo. El 1 de mayo en SmackDown, Otis fue el penúltimo en integrarse a la lucha, venciendo a Dolph Ziggler. El 4 de mayo en Raw, se llevó a cabo el Gaulent Match para completar al último integrante, quien terminó siendo AJ Styles, quien derrotó a Humberto Carrillo.

#### Resultados
- Kick-Off: Jeff Hardy derrotó a Cesaro (13:30).[154][155]
  - Jeff cubrió a Cesaro después de un «Swanton Bomb».
- The New Day (Big E & Kofi Kingston) derrotaron a John Morrison & The Miz, The Forgotten Sons (Wesley Blake & Steve Cutler) (con Jaxson Ryker) y  Lucha House Party (Gran Metalik & Lince Dorado) y retuvieron el Campeonato en Parejas de SmackDown (12:00).[156][157]
  - Big E cubrió a Metalik después de un «Big Ending».
- Bobby Lashley derrotó a R-Truth (1:45).[156][158]
  - Lashley cubrió a R-Truth después de un «Spear».
  - Originalmente, MVP iba a participar en la lucha, pero fue reemplazado por Lashley antes de la lucha.
- Bayley (con Sasha Banks) derrotó a Tamina y retuvo el Campeonato Femenino de SmackDown (10:30).[156][159]
  - Bayley cubrió a Tamina con un «Roll up».
  - Durante la lucha, Banks interfirió a favor de Bayley.
  - Después de la lucha, Banks atacó a Tamina.
- Braun Strowman derrotó a Bray Wyatt y retuvo el Campeonato Universal de la WWE (11:00).[156][160]
  - Strowman cubrió a Wyatt después de un «Running Powerslam».
- Drew McIntyre derrotó a Seth Rollins y retuvo el Campeonato de la WWE (19:15).[156][161]
  - McIntyre cubrió a Rollins después de un «Claymore».
  - Después de la lucha, ambos se dieron la mano en señal de respeto.
- Asuka derrotó a Shayna Baszler, Nia Jax, Dana Brooke, Lacey Evans y Carmella en un Corporate Ladder Match y ganó el Campeonato Femenino de Raw (21:42).[156][162]
  - Asuka ganó la lucha después de descolgar el maletín que dentro tenía el campeonato.
  - Originalmente la lucha era por el maletín femenino, pero en el RAW posterior al evento, la entonces campeona femenina de Raw Becky Lynch reveló que la lucha fue por el título, el cual estaba dentro del maletín; todo esto debido al embarazo de Lynch.
- Otis derrotó a Daniel Bryan, Aleister Black, Rey Mysterio, King Corbin y AJ Styles en un Corporate Ladder Match y ganó el Money in the Bank (27:00).[156][163]
  - Otis ganó la lucha al agarrar el maletín que se le resbaló de las manos a Styles.
  - Durante la lucha, Elias y Asuka atacaron a Corbin.
  - Originalmente, Apollo Crews iba a participar en la lucha, pero fue reemplazado por Styles debido a una lesión en la rodilla.
  - Tanto la lucha femenina, como la masculina se realizaron en simultáneo.

### 2021
Money in the Bank 2021 tuvo lugar el 18 de julio de 2021 desde el Dickies Arena en Fort Worth, Texas. Este fue el primer PPV con público después de WrestleMania 37. Los temas oficiales del evento fueron "Money in the Bank" de Jim Johnston y "Gotta Get That" de DJDTP.

#### Antecedentes
El 18 de junio en SmackDown, Roman Reigns derrotó a Rey Mysterio en un Hell in a Cell Match. El 25 de junio en SmackDown, Reigns hacía acto de presencia junto a Paul Heyman pero fueron interrumpidos por Edge, quien hizo su regreso desde WrestleMania 37 para tan sólo atacarlo duramente, retomando su rivalidad de forma individual. Posteriormente, se anunció la lucha para el evento por el Campeonato Universal de la WWE. Durante las siguientes semanas, The Usos se involucraron en dicho feudo a favor de Reigns, mientras que Edge tenía el apoyo de The Mysterios (Dominik y Rey Mysterio), por lo que también se pactó una lucha por los Campeonatos en Parejas de SmackDown entre The Mysterios y The Usos.
En Hell in a Cell, Bobby Lashley derrotó a Drew McIntyre en un Last Chance Hell in a Cell Match, reteniendo el Campeonato de la WWE. Al día siguiente en Raw, MVP hizo un acto de celebración en honor a Lashley pero fueron interrumpidos por The New Day (Xavier Woods y Kofi Kingston) donde desafiaron a Lashley a una lucha titular contra Kingston, por lo que éste aceptó de forma inmediata. Esa misma noche, Lashley derrotó a Woods en un Hell in a Cell Match en un combate no titular. Durante las siguientes semanas, la rivalidad entre Lashley y Kingston se intensificaron tanto, que se pactó una lucha titular entre ambos para el evento.
En el episodio del 29 de abril de Raw, se anunciaron las luchas clasificatorias para el Money in the Bank ladder match masculino y femenino. Esa misma noche, Ricochet derrotó a AJ Styles, John Morrison a Randy Orton, y Riddle a Drew McIntyre, ganando los tres su respectivo lugar para el evento. Mientras tanto, Naomi y Asuka derrotaron a Eva Marie y Doudrop, y después Alexa Bliss y Nikki A.S.H. lograron vencer a Nia Jax y Shayna Baszler, asegurando su cupo para la contraparte femenina. Para el episodio del 25 de junio en SmackDown, Big E clasificó al derrotar a Apollo Crews mientras que, Sonya Deville anunció la primera participante de SmackDown para el Money in the Bank femenino, siendo Carmella la elegida. En el episodio del 28 de junio en Raw, se anunció un Triple Threat Match entre McIntyre, Styles y Orton, donde el ganador sería el último participante de Raw en ser incluido a la lucha de Money in the Bank, pero debido a la ausencia de Orton, el lugar sería ocupado por el ganador de un battle royal que se desarrolló previamente a la lucha principal. Dicho encuentro fue ganado por Riddle (quien pidió ocupar el lugar de Orton aun cuando ya tenía un lugar en Money in the Bank), para que en la lucha, McIntyre venciera a Styles y Riddle, ocupando el último lugar como participante de Raw. Para el 2 de julio en SmackDown, Sonya Deville anunció a la segunda luchadora, quien fue Zelina Vega (quien hacía su regreso a WWE), y posteriormente, Kevin Owens ganaría su lugar al derrotar a Sami Zayn en un Last Man Standing Match. A la semana siguiente, se definió que las últimas participantes para el Money in the Bank serían las Campeonas en Parejas Natalya y Tamina pero Liv Morgan reprochó a Sonya Deville por no haberla elegido a pesar de haber derrotado a Carmella y a Zelina, por lo que se definió que Carmella sería la nueva retadora al Campeonato Femenino de SmackDown (debido a la lesión que Bayley tuvo días atrás) y en su lugar, estaría Morgan. Esa misma noche, King Nakamura derrotó a Baron Corbin, ganando el último cupo para el Money in the Bank masculino.

#### Resultados
- Kick-Off: The Usos (Jey Uso & Jimmy Uso) derrotaron a The Mysterios (Dominik & Rey Mysterio) y ganaron el Campeonato en Parejas de SmackDown (11:25).[164][165]
  - Jimmy cubrió a Rey con un «Roll-Up» apoyado por Jey.
- Nikki A.S.H. derrotó a Liv Morgan, Zelina Vega, Natalya, Tamina, Asuka, Naomi y Alexa Bliss y ganó el Women's Money in the Bank Ladder Match (15:45).[166][167]
  - Nikki ganó la lucha después de descolgar el maletín.
  - Originalmente Carmella iba a participar en la lucha, pero fue reemplazada por Morgan debido a que recibió una oportunidad por el Campeonato Femenino de SmackDown.
- AJ Styles & Omos derrotaron a The Viking Raiders (Erik & Ivar) y retuvieron el Campeonato en Parejas de Raw (12:55).[166][168]
  - Omos cubrió a Erik después de un «Chokebomb».
- Bobby Lashley (con MVP) derrotó a Kofi Kingston (con Xavier Woods) y retuvo el Campeonato de la WWE (7:35).[166][169]
  - Lashley dejó inconsciente a Kingston con un «Hurt Lock».
- Charlotte Flair derrotó a Rhea Ripley y ganó el Campeonato Femenino de Raw (16:50).[166][170]
  - Flair forzó a Ripley a rendirse con un «Figure-Eight».
- Big E derrotó a  Kevin Owens, King Nakamura (con Rick Boogs), Seth Rollins, Ricochet, John Morrison, Riddle y Drew McIntyre y ganó el Men's Money in the Bank Ladder Match (17:40).[166][171]
  - Big E ganó la lucha después de descolgar el maletín.
  - Durante la lucha, Jinder Mahal, Shanky & Veer atacaron a McIntyre.
- Roman Reigns (con Paul Heyman) derrotó a Edge y retuvo el Campeonato Universal de la WWE (33:10).[166][172]
  - Reigns cubrió a Edge después de un «Spear».
  - Durante la lucha, The Usos (Jey Uso & Jimmy Uso) interfieron a favor de Reigns, pero fueron detenidos por The Mysterios (Dominik & Rey Mysterio).
  - Durante la lucha, Seth Rollins atacó a Edge.
  - Después de la lucha Edge y Rollins continuaron atacandose mutuamente.
  - Después de la lucha, John Cena hizo su regreso y confrontó a Reigns.

### 2022
Money in the Bank 2022 tuvo lugar el 2 de julio de 2022 desde el MGM Grand Garden Arena en Paraise, Nevada. Los temas oficiales del evento fueron "Money in the Bank" de Jim Johnston y "Gotta Get That" de DJDTP. Este fue el último evento premium en vivo con Vince McMahon como CEO y Presidente de WWE antes de su jubilación el 22 de julio de 2022.

#### Antecedentes
En el episodio del 3 de junio de SmackDown, Natalya ganó una lucha de seis contendientes para lograr la oportunidad de enfrentar a Ronda Rousey por el Campeonato Femenino de SmackDown. Mientras, el 6 de junio en Raw, Rhea Ripley se impuso una lucha fatal de cuatro esquinas para disputarle a Bianca Belair el Campeonato Femenino de Raw. Sin embargo, el 20 de junio se informó que Ripley quedaba fuera por lesión, siendo reemplazada por Carmella, quien se impuso en una lucha contra cuatro contendientes.
Las luchas clasificatorias al Money in the Bank Ladder Match masculino comenzaron el 10 de junio en SmackDown, con Drew McIntyre y Sheamus enfrentándose en una disputa que terminó en una doble descalificación. El 13 de junio Seth Rollins se convirtió en el primer clasificado tras derrotar a AJ Styles. Posteriormente se sumaron Omos y Sami Zayn, tras vencer a Riddle y Shinsuke Nakamura, respectivamente. El 24 de junio en SmackDown, McIntyre y Sheamus ratificaron su clasificación derrotando en una lucha de parejas a The Usos. En la edición de Raw del 27 de junio, Riddle logró un cupo luego de imponerse en una batalla real. El último cupo lo logró Madcap Moss en la edición de SmackDown del 1 de julio, al derrotar a Happy Corbin, The Miz y Ezekiel en una Fatal 4-way. El día del evento Theory fue agregado por Adam Pearce como octavo contendiente.
Las clasificaciones al Money in the Bank Ladder Match femenino comenzaron con la victoria de Lacey Evans sobre Xia Li. Más tarde, Alexa Bliss y Liv Morgan lograron una clasificación doble venciendo a Doudrop y Nikki A.S.H. en una lucha de parejas. Raquel Rodríguez se impuso a Shayna Baszler y, a la semana siguiente, se sumaron Asuka y Shotzi, luego de derrotar a Becky Lynch y Tamina, respectivamente. El último cupo lo logró Becky Lynch en la edición de Raw del 27 de junio tras imponerse en una lucha de seis contendoras.
En la edición del 20 de junio de Raw, Bobby Lashley logró una lucha por el Campeonato de los Estados Unidos ante Theory luego de vencer en un gauntlet match a Chad Gable, Otis y al mismo Theory.

#### Resultados
- Liv Morgan derrotó a Lacey Evans, Alexa Bliss, Raquel Rodríguez, Asuka, Shotzi y Becky Lynch y ganó el Women's Money in the Bank Ladder Match (16:35).[173][174]
  - Morgan ganó la lucha después de descolgar el maletín.
- Bobby Lashley derrotó a Austin Theory y ganó el Campeonato de los Estados Unidos (11:05).[173][175]
  - Lashley forzó a Theory a rendirse con un «Hurt Lock».
- Bianca Belair derrotó a Carmella y retuvo el Campeonato Femenino de Raw (7:10).[173][176]
  - Belair cubrió a Carmella después de un «KOD».
  - Después de la lucha, Carmella atacó a Belair.
- The Usos (Jey Uso & Jimmy Uso) derrotó a The Street Profits (Angelo Dawkins & Montez Ford) y retuvó el Campeonato Indiscutible en Parejas de la WWE (22:45).[173][177]
  - Jimmy cubrió a Ford después de un «1-D».
  - Durante el conteo, Ford tenía el hombro levantado, pero el árbitro no lo vio.
- Ronda Rousey derrotó a Natalya y retuvo el Campeonato Femenino de SmackDown (12:30).[173][178]
  - Rousey forzó a Natalya a rendirse con un «Armbar».
- Liv Morgan derrotó a Ronda Rousey y ganó el Campeonato Femenino de SmackDown (00:35).[173]
  - Morgan cubrió a Rousey con un «Roll-Up».
  - Después de la lucha, ambas se abrazaron en señal de respeto.
  - Morgan canjeó su contrato de Women's Money in the Bank.
- Theory derrotó a Seth Rollins, Omos, Sami Zayn, Drew McIntyre, Sheamus, Riddle y Madcap Moss y ganó el Men's Money in the Bank Ladder Match (25:25).[173][179]
  - Theory ganó la lucha después de descolgar el maletín.
  - Antes de la lucha, Adam Pearce anunció a Theory como último participante en la lucha.
  - Durante la lucha, Butch interfirió a favor de Sheamus.
  - Después de la lucha, Happy Corbin atacó a Pat McAfee desde el área del público, le aplicó un «End of Days» y aceptó su reto para SummerSlam 2022.

### 2023
Money in the Bank 2023 tuvo lugar el 1 de julio de 2023 en el The O2 Arena en Londres, Reino Unido. El evento fue el primero que se realizó en territorio inglés en 21 años, desde Insurrextion. El tema oficial del evento fue "Gotta Get That" de DJDTP.

#### Antecedentes
Los combates clasificatorios masculinos para el Money in the Bank Ladder Match comenzaron el 29 de mayo en Raw. Ricochet y Shinsuke Nakamura se convirtieron en los dos primeros clasificados, tras derrotar a The Miz y Bronson Reed, respectivamente. El 2 de junio en SmackDown, LA Knight logró su cupo, luego de vencer a Montez Ford. Una semana más tarde, Santos Escobar y Butch clasificaron tras derrotar en sus respectivos combates a Mustafa Ali y Baron Corbin. El 12 de junio en Raw, Damian Priest logró el sexto  cupo luego de vencer a Matt Riddle. En la edición del 19 de junio de Raw, Logan Paul hizo su regreso, en su primera aparición desde WrestleMania 39, y se reveló como el séptimo competidor en la lucha.
Las luchas clasificatorias femeninas al Money in the Bank Ladder Match comenzaron el 2 de junio en SmackDown, con Zelina Vega derrotando a Lacey Evans para convertirse en la primera seleccionada. El 5 de junio en Raw, Becky Lynch y Zoey Stark lograron sus cupos, luego de vencer a Sonya Deville y Natalya, respectivamente. En la edición del 9 de junio de SmackDown, Bayley e Iyo Sky lograron sus cupos tras derrotar en sus correspondientes combates a Michin y Shotzi, respectivamente. El 19 de junio en Raw, Trish Stratus se quedó con el último cupo, luego de vencer a Raquel Rodríguez por descalificación, debido a la intervención de Lynch, quien golpeó a Stratus. En la edición del 30 de junio en SmackDown, realizada en Londres, Bayley confirmó su cupo tras derrotar a Shotzi.
En el episodio de Raw del 5 de junio, Cody Rhodes fue el entrevistado de The Miz en «Miz TV», pero Dominik Mysterio apareció como invitado sorpresa. Dominik se presentó en compañía de Rhea Ripley y acusó a Rhodes de ser un mal padre, señalando que debería estar en ese momento con su hija. Rhodes respondió que, como padre, Rey Mysterio también había cometido errores, siendo Dominik uno de los más grandes. Tras esas palabras, Dominik fingió abandonar el ring, para volver y golpear a Rhodes con una cachetada en la cara, algo que se repitió la semana siguiente. En el capítulo de Raw del 26 de junio, Rhodes lanzó un reto a Dominik para Money in the Bank, el que fue aceptado por Ripley en su nombre. En ese mismo episodio, Dominik atacó nuevamente a Rhodes luego su victoria sobre Damian Priest.
En el capítulo del 8 de mayo de Raw, Seth «Freakin» Rollins derrotó a Finn Bálor en las semifinales  del torneo para determinar al campeón inaugural del nuevo Campeonato Mundial de Peso Pesado, el cual fue finalmente ganado por Rollins en Night of Champions el 27 de mayo. En el siguiente episodio de Raw, Rollins, en compañía de AJ Styles, se impuso en una lucha de parejas a Bálor y Damian Priest. Esto derivó en un combate titular a la semana siguiente donde Rollins retuvo ante Priest. El 12 de junio, Bálor encaró a Rollins, recordando la lucha en SummerSlam 2016, cuando lo derrotó para convertirse en el campeón inaugural del Campeonato Universal de WWE, pero donde resultó lesionado por Rollins y debió dejar vacante el título. Bálor aseguró que podría revertir aquella historia, haciéndole lo mismo a Rollins, quitándole el Campeonato Mundial de Peso Pesado en Money in the Bank. Rollins aceptó el desafío.
En el evento principal de la Noche 1 de WrestleMania 39, The Usos (Jey & Jimmy Uso) perdió el Campeonato Indiscutible en Parejas de la WWE ante Kevin Owens & Sami Zayn. Tampoco pudo recuperar los títulos en la revancha del 28 de abril en SmackDown. En Backlash, The Bloodline (The Usos y Solo Sikoa) derrotó al equipo conformado por Owens, Zayn y Matt Riddle, pero hubo fricción entre Sikoa y The Usos. En el SmackDown siguiente, Roman Reigns exigió a The Usos una disculpa por su pérdida y no recuperar los títulos y, aunque Jimmy se negó a disculparse, Jey lo hizo en nombre de su hermano. Paul Heyman luego anunció que podía conseguir otra lucha por el Campeonato en parejas para The Bloodline en Night of Champions; sin embargo, no sería The Usos la pareja que competiría, si no que sería la dupla de Reigns y Sikoa. En ese evento, que se realizó en Arabia Saudita, The Usos interfirió en el combate y, accidentalmente, golpeó a Sikoa con una «superkick», cuando iban a noquear con esa movida a Sami Zayn. Esto enfureció a Reigns, quien empujó violentamente a los gemelos. Jimmy respondió atacando con dos «superkicks» a Reigns, después de lo cual se retiró junto con Jey, lo que fue aprovechado por Owens y Zayn, que lograron retener los títulos. En el siguiente episodio de SmackDown, durante una celebración por el logro de Reigns de alcanzar los 1000 días como Campeón Universal, The Usos interrumpió la promo. Jimmy declaró que hizo lo que hizo en Night of Champions para proteger a su familia, específicamente, a su hermano Jey. Jimmy, aparentemente, convenció a Sikoa para que se uniera a ellos y a Reigns y que deberían permanecer juntos como familia. Reigns luego abrazó a Jimmy, sin embargo, rechazó su propuesta, lo que llevó a Sikoa a atacarlo. En el siguiente episodio, Heyman trató de persuadir a Jey para que se quedara en The Bloodline, apuntándolo como el futuro «Jefe tribal», al mismo tiempo que le otorgó, un combate por el Campeonato de los Estados Unidos ante Austin Theory, donde Jey perdió después de que Jimmy lo golpeara involuntariamente por la intervención de Sikoa. En el siguiente episodio, Jey traicionó a Reigns y decidió quedarse al lado de Jimmy. El 17 de junio, se anunció que The Usos se enfrentaría a Reigns y Sikoa en Money in the Bank, en una lucha por equipos promocionada como «Bloodline Civil War». En el capítulo de 22 de junio de SmackDown, Sikoa venció a Sheamus por TKO en un combate individual. Tras la lucha, cuando parecía que Sikoa seguiría golpeando a Sheamus, The Usos apareció y atacó a su hermano. Un día antes del evento, The Usos volvieron a atacar a Reigns y Sikoa, aunque los 4 competidores fueron controlados por Adam Pearce y la seguridad de la arena, donde se realizó el capítulo de SmackDown.
En el episodio del 12 de mayo de SmackDown, Liv Morgan y Raquel Rodríguez defendieron con éxito el Campeonato Femenino de Parejas de WWE ante Damage CTRL (Bayley & Dakota Kai). Sin embargo, Morgan resultó lesionada en uno de sus hombros. En el siguiente capítulo de Raw, Shayna Baszler y Ronda Rousey hicieron su primera aparición desde WrestleMania 39, atacando a Rodríguez después de su triunfo sobre Chelsea Green, reclamando por un combate titular, aunque se presentase sola. El 19 de mayo en SmackDown, el título se declaró vacante debido a la lesión de Morgan y se programó un combate de cuatro parejas para determinar a las nuevas campeonas, que se realizó el 29 de mayo en Raw, cuyo combate fue finalmente ganado por Baszler y Rousey. El 19 de junio en SmackDown, Baszler y Rousey derrotaron a las campeonas de NXT, Alba Fyre e Isla Dawn, unificando ambos títulos. Durante el combate, Rodríguez estuvo en ringside como espectadora y tras la lucha, exigió la revancha, asegurando que ella y Morgan, nunca perdieron el campeonato. Tras ello, Morgan hizo su regreso y encaró a las campeonas. En la edición siguiente de SmackDown LowDown, se hizo oficial el combate para Money in the Bank.
En la edición del 15 de mayo de Raw, Matt Riddle fue parte de una batalla real para determinar el próximo contendiente de Gunther por el Campeonato Intercontinental. Durante el combate, los compañeros de Gunther en Imperium, Ludwig Kaiser y Giovanni Vinci, atacaron a Riddle, costándole la eliminación. A la semana siguiente, Riddle hizo equipo con Kevin Owens y Sami Zayn, derrotando a Imperium. La rivalidad continuó y el 12 de junio, luego de la clasificación de Riddle para la lucha de escaleras en Money in the Bank, fue atacado por Kaiser y Gunther. Esa misma noche, Riddle intervino en una lucha por el Campeonato Indiscutido de Parejas, causando la descalificación de ambos equipos. En el siguiente episodio, Riddle derrotó a Kaiser, pero fue nuevamente atacado por éste y Gunther. El 26 de junio, Riddle desafió a Gunther a una lucha titular por el Campeonato Intercontinental, lo que fue aceptado por el campeón.

#### Resultados
- Damian Priest derrotó a Butch, LA Knight, Logan Paul, Ricochet, Santos Escobar y Shinsuke Nakamura y ganó el Men's Money in the Bank Ladder Match (20:25).[181][182]
  - Priest ganó la lucha después de descolgar el maletín.
- Liv Morgan & Raquel Rodríguez derrotaron a Ronda Rousey & Shayna Baszler y ganaron el Campeonato Femenino de Parejas de WWE (9:00).[181][183]
  - Morgan cubrió a Rousey después de una «Texana Bomb» de Rodríguez y un «ObLIVion».
  - Durante la lucha, Baszler traicionó y atacó a Rousey.
- Gunther derrotó a Matt Riddle y retuvo el Campeonato Intercontinental (7:45).[181][184]
  - Gunther forzó a Riddle a rendirse con un «Ankle Lock».
  - Después de la lucha, Drew McIntyre hizo su regreso y atacó a Gunther con una «Claymore Kick».
- Cody Rhodes derrotó a Dominik Mysterio (con Rhea Ripley) (8:40).[181][185]
  - Rhodes cubrió a Mysterio después de un «Cross Rhodes»
  - Durante la lucha, Ripley interfirió a favor de Mysterio.
- Iyo Sky derrotó a Bayley, Becky Lynch, Trish Stratus, Zelina Vega y Zoey Stark y ganó el Women's Money in the Bank Ladder Match (18:05).[181][186]
  - Sky ganó la lucha después de descolgar el maletín.
  - La lucha comenzó después de que Stratus y Stark atacaran a Lynch.
- Seth «Freakin» Rollins derrotó a Finn Bálor y retuvo el Campeonato Mundial Peso Pesado de WWE (12:30).[181][187]
  - Rollins cubrió a Bálor después de un «Curb Stomp».
  - Durante la lucha, Damian Priest se ubicó en ringside sosteniendo su maletín Money in the Bank distrayendo a Bálor.
  - Después de la lucha, Bálor confrontó a Priest.
- The Usos (Jey Uso & Jimmy Uso) derrotó a  The Bloodline (Roman Reigns & Solo Sikoa) (con Paul Heyman) (32:10).[181][188]
  - Jey cubrió a Reigns después de un «Uso Splash».
  - Ésta fue la primera vez que Reigns recibía una cuenta de 3 desde diciembre de 2019, cuando lo cubrió Baron Corbin.

### 2024
Money in the Bank 2024 tuvo lugar el 6 de julio de 2024 en el Scotiabank Arena en Toronto, Canadá.

#### Antecedentes
Los combates clasificatorios masculinos para el Money in the Bank Ladder Match comenzaron el 17 de junio en Raw, siendo el primer clasificado Jey Uso, tras derrotar a Finn Bálor y Rey Mysterio. En SmackDown del 21 de junio clasificaron Carmelo Hayes, quien venció a Randy Orton y Tama Tonga, y Andrade, quien hizo lo propio con Grayson Waller y Kevin Owens. En el siguiente Raw, Chad Gable logró su cupo, luego de derrotar a Braun Strowman y Bronson Reed. En el SmackDown del 28 de junio se sumó LA Knight, quien se impuso a Logan Paul y Santos Escobar. En el Raw del 1 de julio, Drew McIntyre logró el último cupo, derrotando a Ilja Dragunov y Sheamus.
Las luchas clasificatorias femeninas al Money in the Bank Ladder Match comenzaron en el Raw del 17 de junio, siendo la primera clasificada Iyo Sky, tras derrotar a Zelina Vega y Kiana James. El 21 de junio en SmackDown Chelsea Green clasificó venciendo a Bianca Belair y Michin. En el Raw posterior se sumó Lyra Valkyria, luego de imponerse a Kairi Sane y Shayna Baszler. En el SmackDown del 28 de junio lograron su cupo Tiffany Stratton, al derrotar a Candice LeRae y Jade Cargill, y Naomi, quien se impuso a Indi Hartwell y Blair Davenport. En Raw del 1 de julio, Zoey Stark logró el último cupo, tras derrotar a Dakota Kai e Ivy Nile.
Tras la defensa exitosa del Campeonato Mundial de Peso Pesado por parte de Damian Priest derrotando a Drew McIntyre con ayuda de CM Punk en Clash at the Castle. En Raw del 17 de junio, regresaba Seth «Freakin» Rollins (su última aparición fue en WrestleMania XL) queriendo ingresar a la lucha de escalera de Money un the Bank para recuperar el campeonato que el hizo, saliendo a confrontando Priest dándole una lucha por el título donde Rollins aceptó la lucha. La siguiente semana en Raw, Priest salió a dar una promo donde Rollins salió a confrontarlo donde le propuso que era si Priest gana, Rollins no podrá volver a retarlo mientas Priest sea el campeón; pero si Rollins gana Priest deberá abandonar The Judgment Day, donde Priest aceptó la propuesta, antes de terminar salió Gunther a confortarlo a los dos y que espera que gane el mejor para que en su lucha en SummerSlam por el título, prometiendo que ganara a cualquiera de los dos en su futura lucha.
Tras la defender exitosa del Campeonato Intercontinental por parte de Sami Zayn derrotando a Chad Gable terminado la rivalidad en Clash at the Castle. En Raw del 17 de junio, hablando su rivalidad que tuvo contra Gable y buscando un nuevo rival para su título, primero apareció Bron Breakker a confrontarlo por un combate titular pero ante eso también apareció Sheamus queriendo una lucha titular también; por ello, hubo un fuerte careo pactando una lucha esa misma noche, en la lucha terminó en descalificación por la interferencia de Ludwig Kaiser que atacó a Sheamus pero al final Breakker atacó a los dos confrontando a Zayn que estaba viendo la lucha. La semana siguiente en Raw, hubo una lucha entre Breakker y Kaiser que terminó en descalificación porque Sheamus atacó a este último, terminado igual que la semana pasada con Breakker de pie, más tarde en la misma noche, Breakker fue a pedir su combate al gerente general de Raw Adam Pearce, apareciendo Zayn diciendo que tiene en cualquier momento su lucha donde Breakker le propone para dicho evento, lo cual Zayn aceptó y Pearce la hizo oficial. 
Tras la victoria de Cody Rhodes ante Roman Reigns en WrestleMania XL por el Campeonato Indiscutible de WWE, provocó un quiebre en The Bloodline que desencadeno en la edición del 12 de abril en SmackDown, Solo Sikoa atacar y expulsara a Jimmy Uso del grupo junto con el nuevo miembro de The Bloodline Tama Tonga, también conservando al consejero del grupo Paul Heyman y Sikoa proclamándose como el nuevo "Jefe Tribal" por la usencia de Reings. Y desde ese instante comenzaron un rivalidad contra Kevin Owens y Randy Orton, pactando una lucha en equipo Street Fight Match para Backlash donde esa misma lucha ganó The Bloodline gracias a la ayuda de Tonga Loa, después de ese combate tuvieron bastantes luchas en los SmackDown posteriores y también a esto Heyman no se había contactado con Reigns tras su derrota. Tras la defensa exitosa de Rhodes por el título Indiscutible de WWE ante AJ Styles en Clash at the Castle en una lucha «I Quit» Match mientras estaba celebrando salió The Bloodline a atacarlo siendo defendido por Owens y Orton. En la edición del 21 de junio en SmackDown salió CM Punk a hablar con la gente porque estaba en su casa en Chicago y salió Heyman a encararlo y pidiendo que salga del sitio o si no The Bloodline lo atacaría, saliendo ellos a confrontarlo donde también apareció Rhodes a protegerlo y encarar a Sikoa a un combate esa misma noche, en la lucha terminó en descalificación donde Tonga y Loa atacaron a Rhodes y saliendo a protegerlo Owens y Orton quienes tuvieron luchas previas para clasificar a la lucha en escaleras de Money in the Bank siendo víctimas del Linaje. Cuando tenían acorralado a Sikoa apareció a salvarlo Jacob Fatu acabando con los 3 hombres, en Raw se hizo oficial una lucha de equipo entre los 6 hombres. En el SmackDown de esa misma semana entraba The Bloodline (Solo Sikoa, Tama Tonga & Tonga Loa), pero fueron confrontados por Rhodes, Orton y Owens donde se atacaron mutuamente y tuvo que intervenir la seguridad pero se la limpiaron. Al final, intervino la policía y el gerente general de SmackDown Nick Aldis para que se fueran del lugar los últimos citados. Esa misma noche, todos los miembros de The Bloodline (Fatu, Tonga & Loa) reconocieron a Sikoa como el nuevo "Jefe Tribal", excepto Paul Heyman que acabó siendo atacado y expulsado del Linaje. Al final, Sikoa se puso el collar del "Jefe Tribal" de Reigns.  

#### Resultados
- Drew McIntyre derrotó a Jey Uso, Carmelo Hayes, Andrade, Chad Gable y LA Knight y ganó el Men's Money in the Bank Ladder Match (16:40).[189]
  - McIntyre ganó la lucha después de descolgar el maletín.
- Sami Zayn derrotó a Bron Breakker y retuvo el Campeonato Intercontinental (13:15).[192]
  - Zayn cubrió a Breakker después de un «Helluva Kick».
- Damian Priest derrotó a Seth «Freakin» Rollins y Drew McIntyre y retuvo el Campeonato Mundial de Peso Pesado (14:40).[191]
  - Priest cubrió a McIntyre después de un «South of Heaven».
  - Originalmente, la lucha era entre Priest y Rollins, pero McIntyre canjeó su contrato Money in the Bank mientras el combate estaba en progreso, convirtiéndolo en un Triple Threat Match.
  - Durante la lucha, CM Punk interfirió en contra de McIntyre.
  - Como resultado, Rollins no podrá volver a retar a Priest por el título.
  - Después de la lucha, Rollins confrontó a Punk.
- Tiffany Stratton derrotó a Iyo Sky, Chelsea Green, Lyra Valkyria, Naomi y Zoey Stark y ganó el Women's Money in the Bank Ladder Match (16:50).[190]
  - Stratton ganó la lucha después de descolgar el maletín.
- The Bloodline (Solo Sikoa, Jacob Fatu & Tama Tonga) (con Tonga Loa) derrotó a Cody Rhodes, Kevin Owens & Randy Orton (24:40).[193]
  - Sikoa cubrió a Rhodes después de un «Samoan Spike».
  - Durante la lucha, Loa interfirió a favor de The Bloodline.

### 2025
Money in the Bank 2025 tuvo lugar el 7 de junio de 2025 en el Intuit Dome en Inglewood, California. Contó con la participación de luchadores de Lucha Libre AAA Worldwide (AAA).

#### Antecedentes
Los combates clasificatorios al Men's Money in the Bank Ladder Match comenzaron el 16 de mayo en SmackDown, siendo el primer clasificado Solo Sikoa, tras derrotar a Jimmy Uso y Rey Fénix. Una semana más tarde, LA Knight logró su cupo luego de vencer a Aleister Black y Shinsuke Nakamura. El 26 de mayo en Raw, Penta logró su clasificación luego de vencer a Dragon Lee y Chad Gable,mientras que Seth Rollins hizo lo propio al imponerse ante Sami Zayn y Finn Bálor. En el SmackDown del 30 de mayo se sumó Andrade, quien se impuso a Jacob Fatu y Carmelo Hayes. En el Raw del 2 de junio, El Grande Americano logró el último cupo, derrotando a CM Punk y AJ Styles.
Los combates clasificatorios al Women's Money in the Bank Ladder Match comenzaron el 16 de mayo en SmackDown, siendo la primera clasificada Alexa Bliss, tras derrotar a Chelsea Green y Michin. El 19 de mayo en Raw, Roxanne Perez logró su clasificación luego de vencer a Becky Lynch y Natalya, mientras que Rhea Ripley hizo lo propio al imponerse ante Zoey Stark y Kairi Sane. El 23 de mayo en SmackDown, Giulia se quedó con el cuarto cupo tras vencer a Charlotte Flair y Zelina Vega.En el SmackDown del 30 de mayo se sumó Naomi, quien se impuso a Jade Cargill y Nia Jax. En el Raw del 2 de junio, Stephanie Vaquer logró el último cupo, derrotando a Liv Morgan y Ivy Nile.
En Royal Rumble, Jey Uso ganó el Men's Royal Rumble Match al eliminar a John Cena. En la noche uno de WrestleMania 41, Uso ganó el Campeonato Mundial Peso Pesado  tras derrotar a Gunther; mientras que en la segunda noche, Cena quien se convirtió en heel derrotó a Cody Rhodes para ganar el Campeonato Indiscutible de la WWE con interferencia de Travis Scott, también esa misma noche, Logan Paul venció a AJ Styles. Después de WrestleMania 41, Rhodes se tomó un tiempo fuera de la WWE, mientras que Uso comenzó un feudo con Paul. En Saturday Night's Main Event, Cena tras derrotar a R-Truth confrontó a Uso en el backstage antes de la defensa del título de este último ante Paul. Cena comentó sobre la posibilidad de que Uso perdiera su campeonato ante “un YouTuber” y cómo eso “arruinaría el Wrestling”, algo que él mismo prometió hacer tras declarar su intención de retirarse como campeón a finales de 2025. Más tarde esa noche, Cena intervino en el combate por el título a favor de Paul, pero fue interrumpido por el regreso de Rhodes. Uso aprovechó la distracción para cubrir a Paul y retener su campeonato. Tras el combate, Rhodes anunció que él y Uso se enfrentarían a Cena y Paul en una lucha por equipos en Money in the Bank, combate que posteriormente fue confirmado oficialmente.
En la noche 2 de WrestleMania 41, Lyra Valkyria hizo equipo con Becky Lynch, que regresaba, para ganar el Campeonato Femenino en Parejas de la WWE de The Judgment Day (Liv Morgan & Raquel Rodriguez), no obstante el siguiente día en Raw perdieron el título en una revancha inmediata, lo que enfureció a Lynch, lo que la hizo traicionar a Valkyria. Luego, las dos se enfrentaron en Backlash por el Campeonato Intercontinental Femenino de Valkyria, donde Valkyria retuvo el título, pero después del combate, Lynch atacó aún más a Valkyria. El 12 de mayo en Raw, Lynch apareció para hablar sobre Valkyria y lanzando una advertencia al roster femenino sobre ella. La semana siguiente, Valkyria cobró venganza sobre Lynch en el clasificatoria a Women's Money in the Bank Ladder Match, la ganadora fue Roxanne Perez se llevara la victoria. Finalmente, el 26 de mayo, se oficializó una revancha por el Campeonato Intercontinental Femenino para Money in the Bank. Esa misma noche en Raw, Lynch propuso una estipulación para la lucha, donde si Valkyria gana, nunca volvería a desafiar por el título mientras Valkyria sea campeona, y si Lynch gana, Valkyria tendría que levantar la mano y reconocer a Lynch como la mejor luchadora, a lo que Valkyria accedió.
Durante el evento Worlds Collide, horas antes de Money in The Bank, tras la victoria en la lucha inicial del Equipo AAA, Dominik Mysterio, quien se encontraba en el ringside junto a Liv Morgan, interrumpió la celebración de la victoria para burlarse de Octagón Jr. por ser fan de su padre, Rey Mysterio. Tras generarse una pelea entre ambos, Dominik retó a Octagón Jr. a una lucha en Money in The Bank, poniendo en juego el Campeonato Intercontinental, reto que fue aceptado. Posteriormente, la lucha se hizo oficial.

#### Resultados
- Naomi derrotó a Alexa Bliss, Roxanne Perez, Rhea Ripley, Giulia y Stephanie Vaquer y ganó el Women's Money in the Bank Ladder Match (25:15).[201]
  - Naomi ganó la lucha después de descolgar el maletín.
- Dominik Mysterio (con Liv Morgan) derrotó a Octagón Jr. y retuvo el Campeonato Intercontinental (4:55).[219]
  - Mysterio cubrió a Octagón después de un «619» seguido de un «Frog Splash» en la espalda.
  - Durante la lucha, Morgan interfirió a favor de Mysterio.
- Becky Lynch derrotó a Lyra Valkyria y ganó el Campeonato Intercontinental Femenino (15:20).[217]
  - Lynch cubrió a Valkyria con un «Roll-up».
  - Como resultado, Valkyria debió levantar la mano de Lynch y reconocerla como la mejor luchadora.
  - Después de la lucha, Valkyria aplicó un «German Suplex» a Lynch.
- Seth Rollins derrotó a Solo Sikoa, LA Knight, Penta, Andrade y El Grande Americano y ganó el Men's Money in the Bank Ladder Match (33:35).[194]
  - Rollins ganó la lucha después de descolgar el maletín.
  - Durante la lucha, Bron Breakker & Bronson Reed interfirieron a favor de Rollins, mientras que Jacob Fatu & JC Mateo lo hicieron a favor de Sikoa.
  - Durante la lucha, Fatu atacó a Sikoa impidiendo que gane el contrato, traicionándolo.
- Cody Rhodes & Jey Uso derrotaron a John Cena & Logan Paul (23:45).[214]
  - Rhodes cubrió a Cena después de un «Cross Rhodes».
  - Durante la lucha, Ron Killings hizo su regreso, interfiriendo a favor de Rhodes y Uso.

### 2026
Money in the Bank 2026 tendrá lugar el 29 de agosto de 2026 en Nueva Orleans, Luisiana. Originalmente, Nueva Orleans iba a ser sede de WrestleMania 42, pero tras un acuerdo con WWE, celebrará una futura edición de WrestleMania y albergará esta versión de Money in the Bank. También será la primera edición de Money in the Bank que se celebrará después de SummerSlam, siendo habitualmente lo contrario.